# Bachmanning
Bachmanning är en ort och kommun i Österrike. Den ligger i distriktet Wels-Land i förbundslandet Oberösterreich,  190 kilometer väster om huvudstaden Wien. 
Kommunen består av åtta orter (Ortschaften) (inom parentes invånarantal 1 januari 2024):

- Bachmanning (483)
- Bachmannsberg (52)
- Hundhagen (32)
- Klind (23)
- Krottendorf (12)
- Oberseling (21)
- Unterseling (81)
- Weingarten (10)